# Такаши Мацуока
Такеши Мацуока (на английски: Takashi Matsuoka) е съвременен американски писател от японски произход.

## Биография и творчество
Роден е на остров Хокайдо, Япония. От 2-годишен живее в Хонолулу. Там е бил монах в зен-будистки храм, преди да стане писател.
Книгите му разказват за американски мисионери, посещаващи Япония. Често са сравнявани с романите на известния американски писател Джеймс Клавел и най-вече с прочутия му роман „Шогун“.
Живее в Хонолулу, Хавай.

## Произведения
- Cloud of Sparrows (2002)
Облак врабчета, изд.: ИК „Прозорец“, София (2003), прев. Боряна Семкова-Вулова
- Autumn Bridge (2004)
Есенен мост, изд.: ИК „Прозорец“, София (2005), прев. Маргарита Вачкова, Боряна Семкова-Вулова